# Commission pour la libération de la croissance française
Pour les articles homonymes, voir Attali (homonymie).
La commission pour la libération de la croissance française, ou, du nom de son président Jacques Attali, la « commission Attali », est une commission chargée par le président de la République française Nicolas Sarkozy de rédiger un rapport fournissant des recommandations et des propositions afin de relancer la croissance économique de la France. Elle a commencé ses travaux en juin 2007 et a rendu son rapport final le 23 janvier 2008.
En février 2010, le président lui demande de proposer d'ici l'été 2010 des pistes de sorties de crise. Le second rapport intitulé « Une ambition pour dix ans » a été remis au président de la République à la mi-octobre 2010.

## Acte 1

### Introduction du rapport
L'introduction du rapport donne une indication sur l'ambition portée par ces travaux :

« Le moment est venu…
Ceci n’est ni un rapport, ni une étude, mais un mode d’emploi pour des réformes urgentes et fondatrices. Il n’est ni partisan, ni bipartisan : il est non partisan.
Ceci n’est pas non plus un inventaire dans lequel un gouvernement pourrait picorer à sa guise, et moins encore un concours d’idées originales condamnées à rester marginales. C’est un ensemble cohérent, dont chaque pièce est articulée avec les autres, dont chaque élément constitue la clé de la réussite du tout. »

### Conclusions du rapport

#### Conclusions finales
La commission a rendu son rapport final comprenant 316 propositions le 23 janvier 2008. Il contient 20 décisions fondamentales qui répondent à 8 grandes ambitions :
- Préparer la jeunesse à l'économie du savoir et de la prise de risque ;
- Participer pleinement à la croissance mondiale et devenir champion de la nouvelle croissance ;
- Améliorer la compétitivité des entreprises françaises, en particulier des PME ;
- Construire une société de plein-emploi ;
- Supprimer les rentes, réduire les privilèges et favoriser les mobilités ;
- Créer de nouvelles sécurités à la mesure des instabilités croissantes ;
- Instaurer une nouvelle gouvernance au service de la croissance ;
- Ne pas mettre le niveau de vie d’aujourd’hui à la charge des générations futures[1].

Pour les réformes à mettre en place, la Commission recommande, entre autres, la réduction de l'administration, avec la suppression des départements (« La France a un échelon administratif de trop en comparaison des autres pays européens ») et la réduction du nombre de communes. La suppression des départements a suscité les réticences du président Sarkozy et surtout des députés français, qui seraient touchés par la suppression des conseils généraux.
En matière de commerce, elle reprend largement à son compte les conclusions du rapport sur le contrôle du grand commerce alimentaire de Philippe Askenazy.
Pour les questions de stratégie financière, la commission prône des baisses des cotisations sociales (compensées par une hausse de la CSG et de la TVA), l'instauration de « fonds de pension à la française », la réduction de la fiscalité qui pèse sur le secteur de la finance.
En décembre 2007, Jacques Attali déclare que relancer la croissance impose de prendre des mesures impopulaires, et que les réformes recommandées ne doivent pas être séparées : « Dans ce cas, on ne pourra pas se targuer de notre légitimité pour réformer ».
La commission a rendu son rapport final au président de la République française le 23 janvier 2008 au palais de l'Élysée lors d'une cérémonie officielle radio-télévisée. Le président a pris la parole pour commenter ces propositions, indiquant immédiatement qu'il en refuserait trois : la suppression des départements, la suppression du principe de précaution et la déréglementation des pharmacies.
Erik Orsenna, membre de la Commission, affirma le 14 février 2008 son opposition au statu quo, et au maintien dans un « système qui a montré son inefficience sauf pour fabriquer de l'inégalité ».

#### Conclusions intermédiaires
Dans un rapport rendu public le 15 octobre 2007, la commission qu'il préside préconise, entre autres mesures, de :
- revenir sur le principe de précaution, pourtant récemment intégré à la Constitution française, ce que la secrétaire d'État à l'écologie Nathalie Kosciusko-Morizet qualifie de « vision réactionnaire, l'idée d'opposer l'environnement à la croissance. » La commission considère que si le principe de précaution doit rester dans le droit, il doit être retiré de la constitution afin de ne pas freiner l'innovation. « Ce que nous souhaitons surtout, c'est ôter ce principe de la Constitution : tel que l'article 5 est rédigé il laisse beaucoup trop de place aux incertitudes juridiques, car il dépend de l'interprétation des juges », explique l'un des membres qui n'est pas opposé, en revanche, « à ce que le principe de précaution soit inscrit dans le droit, à condition qu'il soit bien encadré et établi pour quelques cas précis ». Deux membres de la commission ajoutent : « Pour croître, notre économie ne peut plus se contenter de copier le modèle américain, comme au cours des Trente Glorieuses, elle doit innover (…) dans l'innovation il y a forcément une part d'incertitude, un risque à assumer. (…) avec le principe de précaution nous n'aurions pas eu d'antibiotiques — trop risqué à créer — pas d'Internet — par crainte des images pédophiles — sans parler des voitures… »[8].
- la levée de l'interdiction de vente à perte (et donc de la durée des soldes) et la libéralisation de l'implantation des grandes surfaces commerciales, en abrogeant les lois les réglementant, mesure permettant de faire baisser les prix de 2 à 4 % et de créer des milliers d'emplois, notamment dans l'hôtellerie et la restauration.
- le développement des contrôles « anti-trust » et des « actions de groupes ou class actions. »
- la création avant 2012 de dix Ecopolis, villes d'au moins 50 000 habitants intégrant haute qualité environnementale et nouvelles technologies de communication, intégrant une mixité sociale.
- le droit de préemption de l'État à l'encontre des communes ne respectant pas l'article 55 de la loi SRU et en transférant aux groupements intercommunaux la politique de l'urbanisme pour pallier la crise du logement.
- la limitation des cautions pour les locataires à un mois de loyer et de donner la priorité nationale à des mesures permettant de faciliter l'accession au logement et à la propriété, comme la création d'une Bourse internet des offres et des demandes dans le logement social.

### Fonctionnement
Des réunions plénières étaient organisées une fois par semaine, quelquefois deux réunissant l'ensemble des membres de la commission. Ces réunions se déroulaient au palais du Luxembourg, le Sénat ayant mis des locaux à la disposition de la Commission. S'y tenaient également les réunions de cinq sous-commissions chargées d'une problématique particulière. La commission a procédé à plus de 450 auditions d'acteurs du monde social-économique international, national ou local ainsi que des élus et des hauts-fonctionnaires de l'État. Ont ainsi été auditionnés Jean-Claude Trichet, président de la Banque centrale européenne, José Angel Gurria, président de l'OCDE, Pascal Lamy patron de l'OMC, des représentants des principaux syndicats français, d'associations du monde économique ou social, comme celles du logements, les chefs de groupe parlementaire de l'UMP et du PS, des élus locaux, etc.

### Diffusion du rapport
L'intégralité du rapport est disponible en ligne sur le site de la Commission. Il a été publié dans un ouvrage édité conjointement par XO éditions et la Documentation française fin janvier 2008. Le document restera disponible en ligne sur le site de la Documentation française.

## Acte 2
En février 2010 le président Nicolas Sarkozy leur confie une double mission :
- dresser un bilan de la mise en œuvre des 316 mesures ;
- proposer des réformes nouvelles pour la sortie de crise.

Afin d'éviter de heurter les parlementaires, la commission envisage de les associer plus étroitement à ses travaux pour cette nouvelle phase.

### Pré-rapport de juin 2010
Dans un pré-rapport présenté le 8 juin 2010, la commission estime que 60 % des mesures préconisées dans son premier rapport ont été plus ou moins mises en œuvre : 27 % l'ont été dans l'esprit du rapport et 37 % de façon partielle. Se projetant sur l'avenir, elle estime que la France pourrait atteindre une croissance de 2,5 % en 2010. Pour cela elle trace cinq enjeux :
1. Faire converger les économies de l'Union européenne ;
2. Rétablir l'équilibre des finances publiques ;
3. Stimuler l'innovation et l'économie du savoir ;
4. Favoriser l'emploi et la compétitivité ;
5. Retrouver un équilibre durable entre générations.

### Rapport d'octobre 2010
Ce rapport a été présenté au président de la République de façon si discrète que l'un des membres de la commission a pu craindre « que cela ressemble à un enterrement de première classe ». L'idée centrale du rapport est que « sans nouvelles politiques pour stimuler l'emploi et équilibrer les finances publiques, la croissance restera très faible. Et notre société se trouvera bientôt dans une impasse économique, financière, écologique et sociale — et donc politique. » Pour faire face à cette situation, le rapport pointe deux urgences et, préconise l'ouverture de deux chantiers.

#### Première urgence: la maîtrise des finances publiques, socle de la croissance

##### Ramener le déficit public à 3% du PIB
Le rapport propose 75 milliards d'économie en trois ans.
- 25 milliards en s'attaquant aux niches fiscales et aux rentes qu'elles génèrent.
- 10 milliards obtenus par des mesures exceptionnelles (gel du point d'indice dans la fonction publique, non-remplacement d'un fonctionnaire sur deux, gel de certaines prestations sociales et mise sous condition de ressources des allocations familiales)[15].
- 40 milliards par des économies réalisés par l'État, les collectivités locales et la Sécurité sociale. Concernant l'État (19 milliards), il s'agirait sur les dépenses de fonctionnement et surtout sur celle d'intervention qui peuvent être un terrain favorable à des activités de recherche de rente. Concernant les collectivités locales ; il leur serait demandé un effort de 10 milliards. Enfin les dépenses de sécurité sociales des économies de 11 milliards sont attendues liées à la maîtrise des retraites, à la mise sous condition de ressources de certaines prestations, la maîtrise de la rémunération de certains actes, le déremboursement de certains médicaments et « la participation financière plafonnée des malades en affection de longue durée »[16].

##### Transformer sur dix ans les administrations et les politiques publiques
Il s'agit ici d'une part de clarifier les compétences des différents acteurs (État, collectivités locales et Sécurité sociale), d'autre part de modifier les procédures budgétaires et de mettre en place une procédure d'évaluation des politiques publiques et des organismes publics. Il est en particulier envisagé de « moderniser en profondeur notre protection sociale ». Concernant les ministères, il est préconisé de distinguer « entre les fonctions stratégiques d'anticipation, de régulation et d'évaluation d'un côté, de mise en œuvre des politiques publiques de l'autre ». Les premières sont de la compétence du ministre et les secondes d'« agences dotées d'une mission claire » comme cela se fait en Suède.

##### L'Europe et la France
Le rapport se prononce en faveur d'un renforcement du pacte de stabilité et de croissance tout en observant que jusqu'à maintenant les pays et la commission n'ont pas réellement utilisé tous les instruments qu'il met à leur disposition afin d'instaurer une discipline commune. Il se prononce également pour des obligations européennes pour financer les dépenses d'avenir. Par ailleurs, il se prononce pour un cadre européen en ce qui concerne les brevets, l'investissement privé, la gestion des risques. Enfin, Il préconise de « définir avec l'Allemagne une stratégie commune de dépenses publiques et de croissance ».

#### Deuxième urgence: renforcer la compétitivité et l'emploi
Une des propositions phares est de « transférer une partie des cotisations sociales sur la TVA ». Il s'agit aussi de renforcer la concurrence dans les services notamment dans les télécommunications, les banques et assurance, l'énergie. Enfin, le rapport préconise de mettre en place une flexicurité à la française avec la mise en place d'un « contrat d'évolution », une meilleure utilisation de la formation professionnelle et une modulation des cotisations d'assurance chômage en fonction des contrats de travail. Pour lutter contre le chômage des jeunes très élevé en France, le rapport préconise un renforcement des formations en alternance et de favoriser les allers-retours entre études et emplois lors de la formation initiale.

#### Deux chantiers
Pour préparer la croissance de demain le rapport préconise l'ouverture de deux chantiers :
- Un chantier consacré à l'éducation. Il s'agit ici d'améliorer la qualité de l'éducation de la maternelle à l'université en donnant plus d'autonomie aux directeurs d'école, en gérant mieux les ressources humaines et en approfondissant l'autonomie des universités et leur interaction avec les entreprises[23] ;
- Un chantier axé sur l'environnement et les ressources rares[24]. Le rapport préconise l'instauration d'une taxe carbone au niveau européen mais ne l'exclut pas au niveau national seul. Il préconise également une attention renouvelée aux matières premières dont les prix risquent de monter. À cette fin, il appelle l'Europe à se mobiliser dans le secteur de l'énergie et à être plus présente dans les négociations internationales sur les matières premières. Pour ce qui est de la France, il est préconisé de se préoccuper du renouvellement des centrales nucléaires. Enfin l'agriculture devrait être remise « au cœur de la stratégie de croissance »[25].

### Quelques réactions au rapport d'octobre 2010
Denis Clerc trouve le diagnostic établi par la commission mauvais. Par ailleurs, il s'oppose à lui sur le non-remplacement des fonctionnaires et le recentrage des prestations sociales sur les plus nécessiteux craignant que si les prestations sont destinées uniquement aux pauvres elles deviennent « de pauvres prestations ».
L'économiste Guy Abeille a révélé comment le choix du chiffre de 3 % avait été déterminé :

« Il a raconté pour La Tribune comment est né, en France et non en Allemagne, ce sacro-saint ratio pour les déficits publics. À l'origine, il s'agissait d'imposer la rigueur aux ministres socialistes. Puis cette référence cardinale a fait école, bien qu'elle fût dépourvue du moindre sens économique. »

## Membres
Outre son président, la commission comprend 42 membres, dont sept personnalités étrangères. Les membres ont été choisis par Jacques Attali.
Sont nommés en août 2007 (par ordre alphabétique) :
- Philippe Aghion, professeur d'économie à Harvard et ancien enseignant au MIT et à Oxford
- Franco Bassanini, universitaire et homme politique italien, ancien ministre pour la réforme de l'État
- Claude Bébéar, ancien fondateur et président de l'assureur AXA, président-fondateur de l'Institut Montaigne
- Jihade Belamri, président directeur général d'un bureau d'études et d'ingénierie, fondateur du club Convergence[30]
- Christian de Boissieu, économiste et président du Conseil d'analyse économique (CAE)
- Stéphane Boujnah, directeur général du secteur banque d'investissement de Banco Santander France[31]
- Peter Brabeck-Letmathe, président-directeur général de Nestlé
- René Carron, président-directeur général du Crédit agricole SA
- Jean-Philippe Cotis, directeur général de l'INSEE
- Boris Cyrulnik, neurologue et psychiatre
- Jean-Michel Darrois, avocat d'affaires
- Michèle Debonneuil, économiste, membre du Conseil d'analyse économique, présidente du comité scientifique de l'Agence nationale des services à la personne (ANSP)
- Jacques Delpla, économiste, historien, professeur et membre du Conseil d'analyse économique (CAE)
- Pierre Ferracci, président du groupe Alpha, cabinet d'analyse financière et de conseil spécialisé dans l'assistance aux comités d'entreprise
- Xavier Fontanet, président directeur général de Essilor
- Evelyne Gebhardt, parlementaire européenne élue en Allemagne, rapporteuse de la proposition de directive sur les services dans le marché intérieur
- Marion Guillou, Présidente directrice générale de l'Institut national de la recherche agronomique (INRA)
- Pehr G. Gyllenhammar, entrepreneur suédois et ancien président de Volvo
- Nathalie Hanet, secrétaire générale du Coorace - Solidaires pour l'emploi
- Jean Kaspar, ancien secrétaire général de la CFDT, professeur[32]
- Yves de Kerdrel, éditorialiste au Figaro et chroniqueur à BFM
- Éric Labaye, Directeur général de McKinsey France
- Jean-Pierre Landau, second sous-gouverneur de la Banque de France[33]
- Bruno Lasserre, président du Conseil de la concurrence et conseiller d'État
- Anne Lauvergeon, présidente d'Areva
- Éric Le Boucher, éditorialiste au Monde, spécialisé sur les sujets économiques
- Hervé Le Bras, démographe et historien, directeur de recherche à l'Institut national d'études démographiques (INED) et directeur d'études à l'École des hautes études en sciences sociales (EHESS)
- Reine-Claude Mader, secrétaire générale de l'association Consommation Logement Cadre de vie (CLCV) et membre du Conseil de la concurrence
- Mario Monti, commissaire européen pour le marché intérieur et les services financiers de 1995 à 1999, puis de 1999 à 2004 à la concurrence[34]
- Pierre Nanterme, président d'Accenture France et de la fédération Syntec[35]
- Erik Orsenna, écrivain, économiste, académicien et conseiller d'État honoraire
- Ana Palacio, ancienne ministre espagnole des Affaires étrangères et vice-présidente de la Banque mondiale
- Geoffroy Roux de Bezieux, fondateur de The Phone House et président du club CroissancePlus[36]
- Luc-François Salvador, président-directeur général de la SSII Sogeti, ex-directeur de Cap Gemini, membre du Conseil d'administration de Planet Finance.
- Pierre-Sébastien Thill, associé et président du directoire de CMS Bureau Francis Lefebvre[37]
- Philippe Tillous-Borde, directeur général du groupe Sofiprotéol, établissement présent dans la trituration, le raffinage, les huiles alimentaires et les biocarburants
- Jean-Noël Tronc, directeur de Canal Plus Overseas, ex-directeur général d'Orange France Mobile[38]
- François Villeroy de Galhau, président de Cetelem, leader du crédit européen à la consommation, ex-directeur du Trésor
- Michel de Virville, ancien ingénieur de recherche au CNRS, actuel secrétaire général et DRH du groupe Renault
- Serge Weinberg, président du fonds d'investissement Weinberg Capital Partners et président du Conseil d'administration du groupe Accor
- Dinah Weissmann, spécialiste en neurobiologie et présidente-fondatrice de Biocortech[39]
- Theodore Zeldin, historien et sociologue à l'université d'Oxford, spécialiste de la France[40]

À cette occasion, Josseline de Clausade, conseiller d’État, est nommée rapporteur général de la commission. Emmanuel Macron, inspecteur des finances, est nommé rapporteur général adjoint.
Sont également nommés en mars 2010 (par ordre alphabétique) :
- Patrick Combes, président de Viel et Tradition
- Josseline de Clausade, directeur de la conformité du groupe Areva
- Mathilde Lemoine, directrice des études économiques et de la stratégie marché d'HSBC France, membre du Conseil d'analyse économique et professeur à Sciences Po Paris
- Alain Quinet, directeur des finances, de la stratégie et du développement durable de la Caisse des dépôts et consignations, est nommé rapporteur général de la commission, en remplacement de Josseline de Clausade
- Emmanuel Macron, gérant au sein de Rothschild & Cie, qui était rapporteur général adjoint, devient un simple membre de la Commission.